# Ochetostoma zanzibarense
Ochetostoma zanzibarense är en djurart som tillhör fylumet skedmaskar, och som beskrevs av Stephen, A.C. och J. Robertson 1952. Ochetostoma zanzibarense ingår i släktet Ochetostoma och familjen Echiuridae.
Artens utbredningsområde är Indiska oceanen. Inga underarter finns listade i Catalogue of Life.